# Mallos kraussi
Espèce
Mallos kraussi est une espèce d'araignées aranéomorphes de la famille des Dictynidae.

## Distribution
Cette espèce est endémique du Mexique. Elle se rencontre au Morelos et au Guerrero entre 1 300 et 2 000 m d'altitude.

## Description
La femelle holotype mesure 5,60 mm, sa carapace mesure 2,20 mm de long sur 1,80 mm de large et son abdomen 3,75 mm de long sur 2,50 mm de large.
Le mâle mesure de 4,89 mm et les femelles de 5,31 à 5,82 mm.

## Étymologie
Cette espèce est nommée en l'honneur de Noel Louis Hilmer Krauss.

## Publication originale
- Gertsch, 1946 : Notes on American spiders of the family Dictynidae. American Museum novitates, no 1319, p. 1-21 (texte intégral).